# عباس أباد (ملكان)
عباس أباد هي قرية في مقاطعة ملكان، إيران. عدد سكان هذه القرية هو 750 في سنة 2006.